# Sokoboyo
Sokoboyo is een bestuurslaag in het regentschap Wonogiri van de provincie Midden-Java, Indonesië. Sokoboyo telt 2807 inwoners (volkstelling 2010).